# 가경제
가경제(嘉慶帝, 1760년 11월 13일(음력 10월 6일) ~ 1820년 9월 2일(음력 7월 25일))는 청나라의 제7대 황제(재위 1796년 ~ 1820년)이다.
성과 휘는 아이신 교로 용얀(愛新覺羅顒琰, 만주어: ᡝᠠᡳᠰᡳᠨ
ᡤᡳᠣᡵᠣ
ᠶᠣᠩ
ᠶᠠᠨ Aisin Gioro Yong yan), 한문 초명은 영염(永琰), 묘호는 인종(仁宗, 만주어: ᡰᡳᠨᡯᡠᠩ žindzung), 시호는 수천흥운부화수유숭문경무광유효공근검단민영철예황제(受天興運敷化綏猷崇文經武光裕孝恭勤儉端敏英哲睿皇帝), 짧은 시호로는 예황제(睿皇帝, 만주어: ᠰᡠᠩᡤᡳᠶᡝᠨ
ᡥᡡᠸᠠᠩᡩᡳ Sunggiyen Hūwangdi)이며 연호는 가경(嘉慶, 만주어: ᠰᠠᡳᠴᡠᠩᡤᠠ
ᡶᡝᠩᡧᡝᠨ Saicungga Fengšen, 몽골어: ᠰᠠᠢᠰᠢᠶᠠᠯᠲᠤ
ᠢᠷᠦᠭᠡᠯᠲᠦ Saišiyaltu Irögeltü)이다. 제6대 황제인 건륭제의 열다섯 번째 아들로 건륭제의 후궁 출신인 효의순황후 워이갸씨의 소생이다.
건륭제가 늦은 나이에 본 아들이어서 건륭제의 총애를 받아 어린 나이에 이미 후계자로 낙점되었다. 1795년(건륭 60년) 부황인 건륭제의 양위로 황제에 올랐으나 즉위 초기 4년은 태상황제로서 여전히 실권을 가지고 있던 건륭제의 그늘 속에서 별다른 실권도 없이 평이하게 재위 기간을 보냈다. 그러나 건륭제의 붕어 후, 건륭제의 비호 아래 조정을 장악하고 있던 허션을 체포하여 자결케 하였으며 일시적으로 황권을 공고히 하여 건륭제 치세 말기의 부정부패와 사치를 타파하기 위해 노력하였다. 그러나 조정에 대한 백성들의 분노는 커서 백련교도의 난과 천리의 난, 계유지변 등이 발생하며 이를 겨우 평정하였으나 백성들을 달랠 강력한 후속 조치를 취하지 않아 점차 통제권을 상실해갔다. 그의 치세 속에서 청나라는 점점 쇠퇴의 길로 빠지게 되었다. 아버지의 치세까지 지속되었던 강건성세에 대비하여 그와 그의 아들 도광제의 치세는 연호의 앞 글자를 따 가도중쇠(嘉道中衰)라고 불린다.

## 생애

### 어린 시절

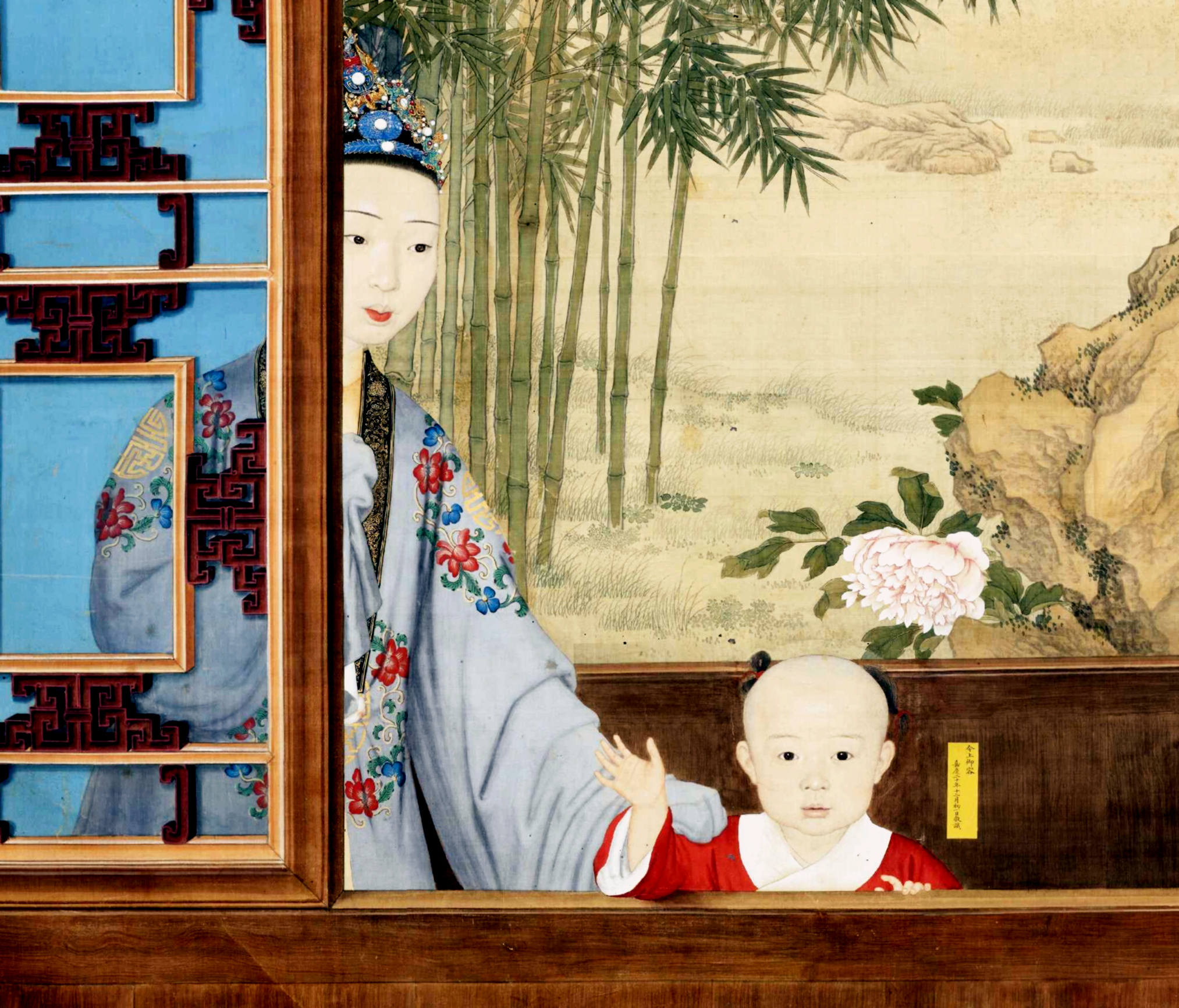
어머니 효의순황후와 어린 가경제

1760년(건륭 25년) 11월 13일에 이궁 원명원에서 건륭제와 그의 후궁인 영비(令妃) 위가씨의 아들로 태어났다. 영염이 태어날 때 건륭제의 나이는 이미 50세여서 황자들 중에서 유달리 총애하였다고 한다. 또한 영염은 효심이 깊어 황태후인 효성헌황후에게 문안을 게을리하지 않았고 아버지인 건륭제에게도 효를 다하자 1773년(건륭 38년), 남달리 영염을 마음에 두었던 건륭제는 저위비건법의 원칙에 따라 영염을 황태자에 비밀리에 책봉하였다. 본래 건륭제는 적장자인 제2황자 영련(永璉)을 황태자에 봉하였으나 영련이 요절하였고 다시 적차자인 제7황자 영종(永琮)으로 책봉하였으나 영종마저도 3세에 요절한 이후로 건륭제는 30년 가까이 황태자를 세우지 않았다. 이 이후로는 조정의 신망을 얻은 제5황자 영친왕 영기가 있었지만 그마저도 1766년(건륭 31년)에 사망한 뒤로는 딱히 건륭제와 조정에서 주목하는 황자가 없었다. 하지만 건륭제가 어린 영염을 비밀리에 황태자에 책봉한 것은 건륭제가 영염과 그의 어머니인 영귀비 위가씨를 매우 아꼈다는 것을 보여주는 대목이다. 1775년(건륭 40년), 영염의 어머니인 영귀비가 죽자 건륭제는 매우 슬퍼하여 그녀에게 영의황귀비(令懿皇貴妃)란 시호를 내리고 영염과 그의 동복 형제들을 더욱 곁에 두고 총애하였다. 1789년(건륭 54년)에 건륭제는 조정회의를 열고 제15황자 영염을 화석친왕(和碩親王)에 봉하여 가친왕(嘉親王)이라 부르게 하고 어전회의에 참석하여 여러 대신들과 정사를 논의할 수 있도록 허락하였다.
1795년(건륭 60년), 건륭제는 자신이 즉위 이전에 했던 약속으로 자신의 조부인 강희제의 치세 61년을 감히 넘지 않기 위해 그 해에 퇴위할 생각을 굳히고 같은 해 9월 4일, 후원인 중남해의 근정전(勤政殿)에서 자신이 미리 쓴 유조를 공개하여 영염을 정식으로 황태자에 책봉하고 그 다음해 설에 양위할 뜻을 시사하였다. 뒤이어 1796년 음력 1월 1일(양력 2월 10일)에 영염은 자금성 태화전에서 즉위식을 거행하고 부황인 건륭제를 태상황제로 높이고 연호를 건륭에서 가경(嘉慶)으로 바꾸고 황제에 즉위하니 이가 청나라의 제6대 황제인 가경제이다. 연호인 가경에서 ‘가’(嘉)는 가경제의 작위 가친왕에서 따온 것으로 아름다움 또는 즐거움을 뜻하며 ‘경’(慶)은 경사를 뜻하니 가경은 즐거운 경사를 뜻한다. 황제에 오를 당시 이미 나이가 37세였던 가경제는 곧이어 피휘의 일환으로 자신의 이름 영염(永琰)을 옹염(顒琰)으로 바꿨다.

### 친정과 화신 제거
비록 가경제가 황제에 올랐으나 가경제는 여전히 태상황제인 건륭제의 강력한 권한 행사로 제대로 정치력을 발휘할 수가 없었다. 더군다나 조정은 건륭제의 사돈이자 이미 30여년간 조정을 장악하던 수석군기대신 겸 대학사 화신(和珅)이 시시각각 보고를 가경제 대신 먼저 건륭제에게 올렸기 때문이다. 또한 즉위식에서 건륭제는 자신이 중요한 군국대사를 모두 처리하겠다고 한 만큼 새 황제인 가경제의 권위는 매우 위축되었다. 특히 가경제는 화신을 매우 혐오하였는데 황자 시절부터 화신의 부패함과 탐욕스러움을 고깝게 여겨왔고 아버지인 건륭제와의 친분과 사돈지간의 혈연으로 오랫동안 권세를 누려오는 것이 역시 달가워하지 않았다. 이로 인해 가경제는 화신의 인사권을 막으려 하였으나 화신이 건륭제의 뒷배로 대부분 가경제의 정책을 되돌려 놓았다.
1799년(가경 4년) 2월 7일, 가경제의 아버지이자 제6대 황제로 60년, 그리고 태상황제로 4년간 있던 건륭제가 붕어하자 마침내 진정한 최고 통치자가 된 가경제는 친정을 개시하고 일단 화신이 조정의 영수였던 만큼 그에게 건륭제의 국상을 책임지라 명하였으나 얼마 안 가 체포하였다. 가경제는 화신을 친국하는 자리에서 화신이 황궁인 자금성 안에서 함부로 말이나 가마를 탄 죄, 건륭제가 병환에 있을 때 아무렇지도 않게 행동한 죄, 가경제가 황자일 때 몰래 후계자는 가경제라고 누설한 죄 등 대죄 20개를 저질렀다 하여 능지처참을 명하였으나 이복 여동생이자 화신의 며느리 고륜화효공주의 부탁으로 같은 해 2월 22일, 즉 건륭제가 붕어한지 보름 만에 화신에게 자진을 명하였다. 화신이 자진한 이후 가경제는 그의 재산을 모두 몰수하였는데 국고에 보내지 않고 내탕금으로 보냈다. 당시 화신의 재산은 국가 총수입의 20년 치에 다다를 만큼 엄청난 양이었다.

### 거듭되는 반란
가경제가 황위에 오른 1796년(가경 원년)부터 곳곳에서 반란이 일어나기 시작했다. 건륭제의 치세 중기부터 강희제와 옹정제가 구축해 놓은 부를 지출하기 시작하여 북경의 귀족들은 사치와 향락에 젖어들었고 이로 인해 지방 관리들의 감독에 소홀해져서 지방 관리들은 백성들에게 무거운 세금을 매기는 등 온갖 횡포를 부렸다. 당시 황제인 건륭제 역시 이러한 사치와 부패 분위기를 청산하지 못하고 그 자신 역시 사치에 젖어들어 부패한 탐관이었던 화신을 총애하며 정사에 손을 떼다시피 하였다. 가경제가 즉위한 뒤 처음으로 반란을 일으킨 사람은 제림(齊林)이었으나 미처 거사를 일으키기 전에 관군에게 발각되어 처형당한 후 그의 아내인 왕총아(王聰兒)가 남편의 뜻을 이어 1796년(가경 원년) 3월 15일에 반란을 일으키니 이것이 백련교도의 난이다. 무거운 세금의 압제를 견디지 못한 많은 백성들이 이에 호응하여 호북성에서 시작된 반란은 사천성, 섬서성, 하남성까지 영향을 끼쳤다. 조정에서는 화신과 건륭제의 처남이었던 복강안을 총사령관으로 삼아 백련교도들을 궤멸하려 하였으나 사천성과 호북성 등 험준한 지세에 익숙했던 백련교도들은 오히려 조정의 군대를 교란시키며 몇 차례의 승리를 거두었다. 그러나 청군의 계속적인 포위와 더불어 반란군의 양식마저 점점 바닥이 나는 등 사기가 떨어지면서 청군이 승기를 잡기 시작했고 1798년(가경 3년) 왕총아는 결국 절벽에서 투신하여 자살하는 등 호북성에서의 반란은 멈추었다. 하지만 그 잔당들은 여전히 사천성, 섬서성에서 청군에게 항거하다가 1804년(가경 9년) 8월에야 완전히 토벌되었다.
백련교도의 난이 일어나자 운남성에 주로 거주하던 묘족도 이에 호응하여 반란을 일으켰다. 묘족 역시 건륭제 이후 지방 관리들이 인종차별 정책을 펴는 등 묘족이 무시당하자 이에 반발하여 반란을 일으킨 것이다. 조정은 이번에도 운남성으로 군사를 파견하였으나 운남성도 지세가 험준하고 남방의 기후에 가까운 운남성은 북방 출신이 상당수인 청군에게 잘 맞지 않는 지역인지라 진압에 어려움을 겪었다. 하지만 지속적으로 군사를 파견한 끝에 1806년(가경 11년), 묘족도 진압되었다. 9년에 걸친 백련교도의 난과 10년에 걸친 묘족의 난으로 청나라 조정은 2억 냥 이상의 은을 지출하였고 이는 재정에 막대한 부담을 가져오게 되는 계기가 되었다.

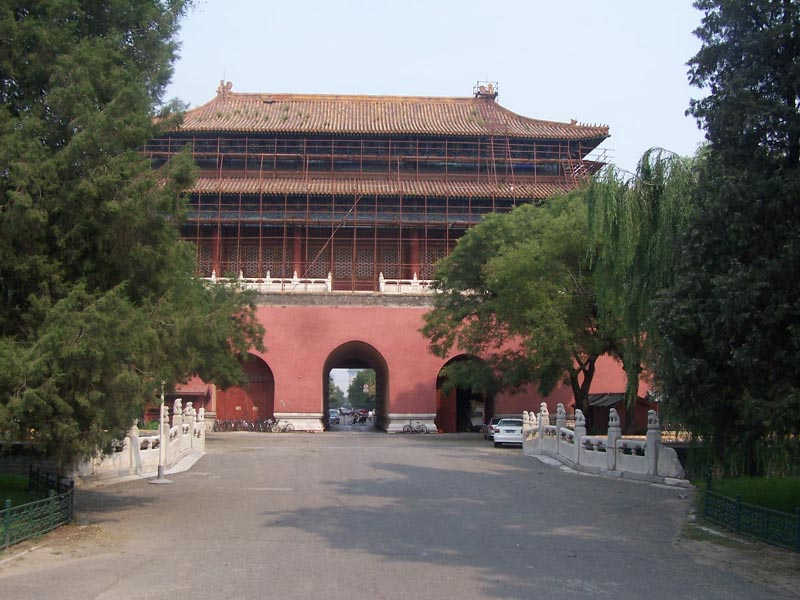
자금성의 동문 동화문

한편, 백련교 이외에도 백련교의 일파였던 천리교(天理敎) 역시 백성들에게 널리 퍼져 있었다. 천리교도 역시 백련교도들과 비슷하게 각지에서 소규모의 세력을 규합하여 조정에 항거하려 하였다. 1813년(가경 18년), 천리교의 두령 임청(林淸)과 이문성(李文成) 등은 백련교도의 난과 달리 이번엔 천리교도를 은밀히 궁궐에 보내어 황궁 내의 환관들까지 포섭하였다. 이 해 7월 18일, 가경제는 가을 사냥을 하기 위해 피서산장으로 떠나서 가경제가 없는 사이에 자금성을 탈취하기로 거사를 결행하였다. 9월 14일 밤, 환관들은 자금성의 동문인 동화문(東華門), 서문인 서화문(西華門)을 몰래 열어 약 200명의 천리교도들과 내응하여 황궁인 자금성에 진입하였다. 자금성으로 들어온 천리교도들은 곧바로 내전인 양심전으로 향하였으나 당시 황궁을 지키던 제2황자 면녕(綿寧)이 곧바로 궁궐과 황성을 지키는 금군과 금의위를 소집한 후 직접 천리교도 두 명을 총으로 격살한 뒤 천리교도들을 격퇴시켰다. 놀란 가경제는 그 다음날에 곧바로 환궁하여 자금성을 지켜낸 면녕을 지친왕(智親王)에 책봉하였고 군사들을 대대적으로 풀어 임청과 그 수하들을 체포한 뒤 곧바로 대역죄를 물어 능지형과 참수형에 처하였고 이문성은 거사가 실패하자 바로 자결하였다. 이 사건이 바로 1813년, 즉 계유년에 일어났다 하여 계유지변으로 불린다. 이후 가경제는 자신의 죄를 쓴 죄기조(罪己詔)를 써서 천하에 공표하였으나 별다른 반향은 없었다.

### 쇠퇴하는 경제와 사회
건륭제의 치세 때 이미 인구가 3억 명을 돌파한 이래 청나라의 인구는 계속해서 증가하고 있었다. 1805년(가경 10년), 청나라의 인구는 사상 최대인 3억 3200만명을 넘어섰으나 이를 뒷받침할 만한 재정 상태가 되지 못했다. 건륭제 때에 부패와 사치로 이미 무너져버린 조정 대신들과 지방 관리들의 기강을 통제하기가 힘들어졌고 지방 관리들은 옹정제 때나 건륭제 치세의 초기 시기처럼 황제에게 시시각각 보고를 올리지도 않았다. 부패가 계속되자 가경제는 부패를 근절하기 위해 건륭제 이후 유야무야해진 주필 제도를 다시 제도화하여 황제에게 보고를 하도록 하였다. 국고가 점점 비게 되자 가경제는 세금을 인상하여서 어느 정도 세금이 걷혀서 국고에 들어왔으나 수많은 백성들을 부양하기엔 턱없이 부족한 액수였고 세금이 인상되자 백성들의 불만도 계속되었다. 설상가상으로 몇 차례의 기근이 발생하여 10년 뒤인 1815년(가경 20년)에는 3억 2600만명으로 줄어들었다. 일부 백성들은 기근으로 무거운 세금을 납세할 수 없게 되자 감옥에 갇히는 경우가 빈번하였고 섬서성의 백성들은 관리들의 수탈을 견디지 못하고 1백만 명 이상이나 유랑 생활을 하게 되어 산해관 동쪽으로 그나마 기근의 영향을 덜 받았던 요동이나 고비 사막으로 도망쳤다.
이 시기 아편도 본격적으로 들어오기 시작했는데 영국과의 교역이 시작된 후 영국 상인들은 돈을 더 벌기 위해 인도에서 아편을 가져와 중국에 팔기 시작했다. 본래 1729년(옹정 7년) 이미 금지령이 내려지고 1731년(옹정 9년) 아편 흡연자와 판매자를 가차없이 처형하는 등 단속을 대폭 강화하는 강경책을 썼으나 건륭제 치세를 거치며 느슨해지고 지방 관리들 역시 영국 상인들에게 뇌물을 받으며 아편에 대한 제재가 크게 느슨해져 아편이 다시 들어오기 시작했고 가경제 치세 때에 민간은 물론 중앙과 지방 관리들도 아편을 했다. 아편 수입량은 1816년(가경 21년) 5000상자를 시작으로 가경제 말년인 1820년(가경 25년)에는 이미 1만 상자에 육박할 정도로 많은 양의 아편이 들어왔다.

### 최후

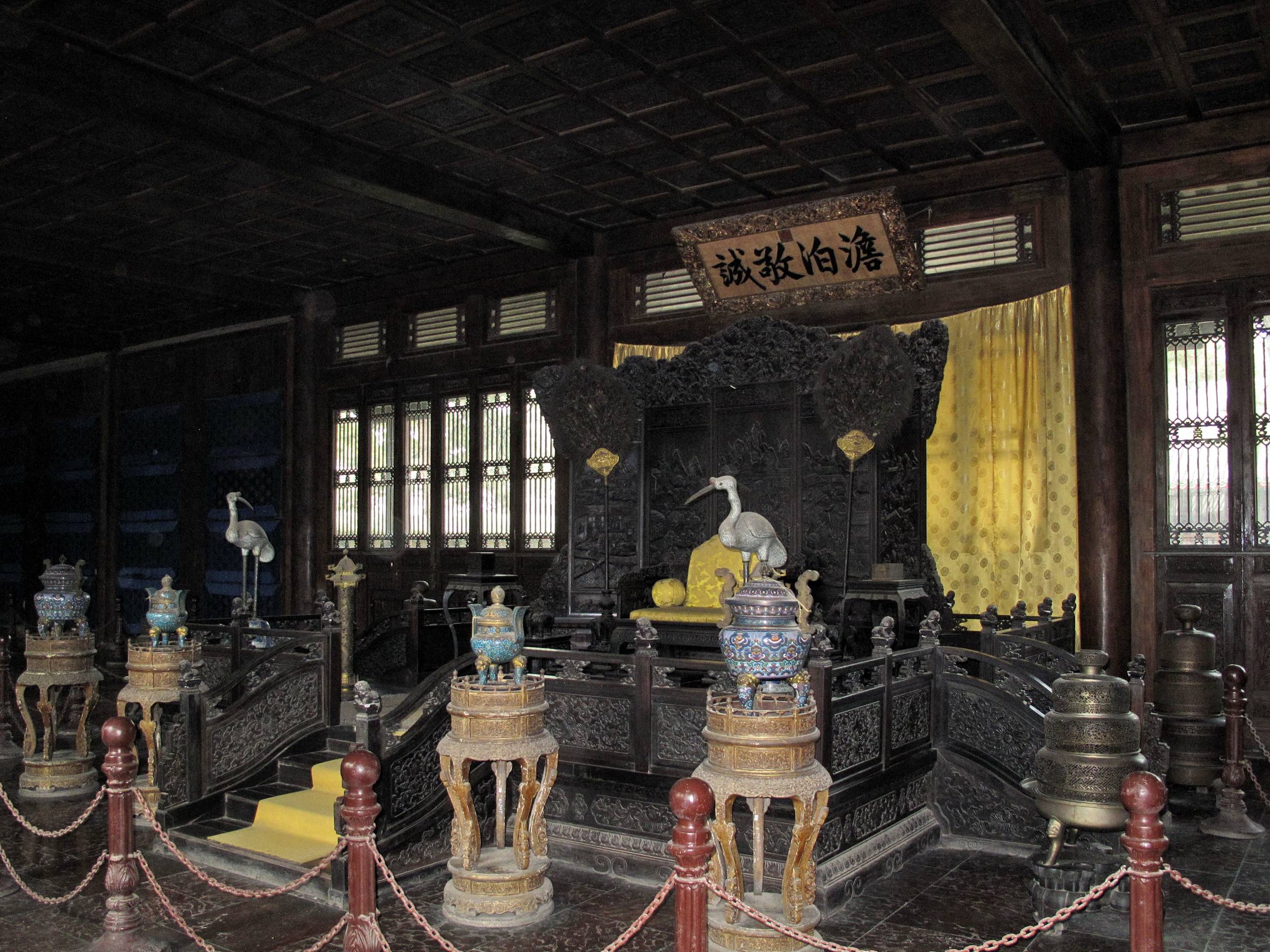
피서산장 정궁 내의 담박경성 편액

만년에 이르러 가경제는 여러번 전국 순행을 떠나면서 백성들을 위무하였다. 1819년(가경 24년), 가경제는 자신의 육순 만수절(萬壽節)을 축하하기 위해 자금성 안에서 큰 연회를 베풀었고 이미 지친왕이 된 면녕을 제외한 모든 황자들의 작위를 친왕으로 올려주었다. 그러나 이듬해인 1820년(가경 25년)부터 몸이 부쩍 쇠약해진 가경제는 승덕의 피서산장으로 자주 사냥을 떠나 몸을 추스렸다. 그 해 여름에도 가경제는 더위를 앓은 이후 담에 걸렸고 피로가 쌓여 피서산장으로 행차하여 피접을 하였다. 하지만 가경제는 호전하지 못하고 1820년(가경 25년) 9월 2일에 피서산장에서 붕어하니 향년 61세였다. 가경제의 유조에 따라 다음 황위는 계유지변 때 자금성을 지켜냈던 제2황자 지친왕 면녕이 이었다. 그러나 저위비건법에 따라 건청궁의 정대광명(正大光明) 편액이 아닌 피서산장의 담박경성(澹泊敬誠) 편액에 유조가 올려져 있어서 저위비건법의 원칙과 절차에 맞지 않는다는 이유로 면녕의 즉위가 잠시 지체되어 황태자로서만 지위가 인정되었고 한달 넘게 황위에 오르지 못하다가 가경제의 계후인 효화예황후의 성지에서 면녕의 계승을 인정함에 따라 그 해 10월 4일에 즉위하였다.
묘호는 인종(仁宗), 시호는 수천흥운부화수유숭문경무광유효공근검단민영철예황제(受天興運敷化綏猷崇文經武光裕孝恭勤儉端敏英哲睿皇帝)이며 능호는 창릉(昌陵)으로 청서릉(淸西陵)의 하나이다.

## 평가

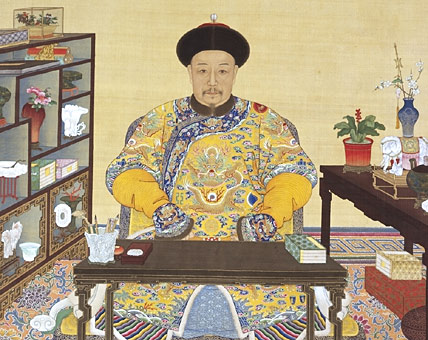
독서하는 가경제

가경제는 초반에 부황인 건륭제가 태상황제로 물러나며 정권을 장악할 수 있었으나 아직까지도 당시 조정에 막강한 영향력을 끼치는 화신을 함부로 해할 수 없었고 덕분에 가경제 즉위 후 초기 4년간 화신의 횡포가 더욱 심해졌지만 화신의 버팀목이었던 아버지 건륭제의 비호로 별다른 제재를 가하지 못하여서 백성들의 도탄에 빠졌다고 한다. 그러나 친정을 개시한 이후, 가경제는 정치에 의욕이 있어서 자주 조회에 나가 대신들과 정사를 의논하였다. 또한 부패를 근절하려 많은 노력을 기울이고 부정부패의 원상인 화신을 자진케 하는 등 일부 성공한 점도 있었으나 광대한 청나라에 흩어져 있던 수많은 관리들을 완전히 휘어잡지 못하여 부정부패를 여전히 떨쳐내지 못하였다. 그러나 그 자신 역시 부정부패를 떨쳐낼 의지도 그리 없었는데 화신을 제거한 뒤 그의 재산을 모조리 가져가서 자신의 내탕금으로 써서 당시 백성들은 ‘화신이 죽으니 가경이 배부르게 먹었다’(和珅跌倒，嘉慶吃飽)라 하면서 가경제의 행동을 비꼬았다. 하지만 가경제는 중앙의 조정에서 큰 세력을 차지한 화신을 제거한 만큼 신권을 다시 약화시키고 조정 내에서 건륭제 말기 부실해진 황권을 강화시켰다. 이 이후로 가경제의 치세 동안 조정 대신들에서의 부정부패 행위 역시 많이 줄어들었으나 정작 건륭제의 치세 동안 조정을 속이며 통계를 조작하는 등 상당한 양의 공금을 횡령한 지방의 총독과 순무들에게까지는 그 손을 효과적으로 뻗치지 못해 비판의 대상이 되고 있다.
중국의 역사학자 옌충녠(阎崇年)은 가경제를 일러 근면하긴 하였으나 그의 능력이 평용(平庸), 즉 평범하였고 쇠퇴해가는 나라의 위기를 안정시키기엔 부족한 지도자라고 평하였다. 또한 미국의 역사학자 프레드릭 모트(Frederick Mote)는 건륭제의 대외팽창적인 정책과 영국 등 외국에 대한 착오적인 생각이 가경제에게 부담으로 작용하면서 아들인 도광제와 손자인 함풍제 때 중국이 아편 전쟁과 태평천국의 난등 내우외환에 시달리며 그나마 유지되었던 청나라의 재정 상태 역시 더더욱 나빠졌으며 가경제 역시 이러한 시대적 흐름에 제대로 부응하지 못하였다고 평가하였다. 특히 25년에 달하는 그의 치세 동안 황권이 다시 강화되었다고는 하나 특별히 이뤄진 큰 정책도 없었으며 중앙 조정의 통제력이 부정부패의 심화와 광대한 영토로 인해 그 정책들 역시 지방에까지 잘 이행되지 못하였다.

## 가족

### 조부모와 부모
- 조부: 세종 옹정헌황제(世宗 雍正憲皇帝) 윤진(胤禛)
- 조모: 효성헌황후 뉴호록씨(孝聖憲皇后 鈕祜祿氏)
- 부친: 고종 건륭순황제(高宗 乾隆純皇帝) 홍력(弘曆)
- 모친: 효의순황후 위가씨(孝儀純皇后 魏佳氏)

### 황후
| 봉호       | 시호                    | 이름(성씨)             | 재위년도        | 생몰년도        | 국구(장인/장모)                                                                                            | 별칭   | 비고 |
| ---------- | ----------------------- | ---------------------- | --------------- | --------------- | --- | ------ | ---- |
| 황후(皇后) | 효숙예황후 (孝淑睿皇后) | 히타라 씨 (喜塔臘氏)   | 1796년 ~ 1797년 | 1760년 ~ 1797년 | 삼등승은공 (三等承恩公) 희랍탑 화이경액 (喜塔臘 和爾經額) 일품부인(一品夫人) 왕가 씨(王佳氏)               | [ 24 ] |      |
| 황후(皇后) | 효화예황후 (孝和睿皇后) | 니오후루 씨 (鈕祜祿氏) | 1801년 ~ 1820년 | 1776년 ~ 1850년 | 일등승은각신공 (一等承恩恪愼公) 니오후루 궁갈라 (鈕祜祿 恭阿拉) 일품부인(一品夫人) 여허나라 씨(葉赫那拉氏) | [ 25 ] |      |

### 후궁

#### 황귀비
| 봉호                | 시호                    | 이름(성씨)             | 생몰년도        | 별칭   | 비고 |
| ------------------- | ----------------------- | ---------------------- | --------------- | ------ | ---- |
| 함황귀비 (諴皇貴妃) | 화유황귀비 (和裕皇貴妃) | 유가씨 (劉佳氏)        | 1761년 ~ 1834년 | [ 26 ] |      |
| 여황귀비 (如皇貴妃) | 공순황귀비 (恭順皇貴妃) | 니오후루 씨 (鈕祜祿氏) | 1787년 ~ 1860년 | [ 27 ] |      |

#### 측비
| 비(妃)     |                   |            |                                                                        |                          |
| 봉호       | 이름(성씨)        | 생몰년도   | 별칭                                                                   | 비고                     |
| 서비(恕妃) | 왕기얀 씨(完顔氏) | ? ~ 1795년 | 측복진(側福晉)                                                         | 가경제 즉위 전에 사망함. |
| 화비(華妃) | 후가씨(侯佳氏)    | ? ~ 1804년 | 영빈(瑩嬪)→화비(華妃)                                                  |                          |
| 장비(莊妃) | 왕가씨(王佳氏)    | ? ~ 1811년 | 춘상재(春常在) → 춘귀인(春貴人) → 화빈(和嬪) → 길빈(吉嬪) → 길비(吉妃) |                          |
| 신비(信妃) | 유가씨(劉佳氏)    | ? ~ 1822년 | 신귀인(信貴人) → 신빈(信嬪)                                            |                          |

| 빈(嬪)     |                             |                 |                                                      |      |
| 봉호       | 이름(성씨)                  | 생몰년도        | 별칭                                                 | 비고 |
| 손빈(遜妃) | 심가씨(沈佳氏)              | ? ~ 1786년      | 격격(格格)                                           |      |
| 간빈(簡嬪) | 관가씨(關佳氏)              | ? ~ 1780년      | 격격(格格)                                           |      |
| 순빈(淳嬪) | 동가씨(董佳氏)              | ? ~ 1819년      | 순귀인(淳貴人)                                       |      |
| 영빈(榮嬪) | 양가씨(梁佳氏)              | ? ~ 1826년      | 영상재(榮常在) → 영귀인(榮貴人) → 황고영빈(皇考榮嬪) |      |
| 은빈(恩嬪) | 우야 씨(烏雅氏)             | ? ~ 1846년      | 은귀인(恩貴人) → 황고은빈(皇考恩嬪)                  |      |
| 안빈(安嬪) | 소완과이가 씨(蘇完瓜爾佳氏) | 1785년 ~ 1837년 | 안상재(安常在) → 황고안빈(皇考安嬪)                  |      |

#### 서비
| 봉호           | 이름(성씨) | 생몰년도   | 비고 |
| -------------- | ---------- | ---------- | ---- |
| 운귀인(雲貴人) |            | ? ~ 1805년 |      |
| 옥귀인(玉貴人) |            | ? ~ 1814년 |      |
| 귀인(貴人)     | 이씨(李氏) |            |      |
| 혜상재(慧常在) |            |            |      |

### 황자
| -   | 봉호                    | 시호   | 이름                                                 | 생몰년도        | 별칭   | 생모                | 자식            | 비고                       |
| --- | ----------------------- | ------ | ---------------------------------------------------- | --------------- | ------ | ------------------- | --------------- | -------------------------- |
| 1남 | 다라군왕 (多羅郡王)     | 목(穆) |                                                      | 1779년 ~ 1780년 |        | 화유황귀비 유가씨   |                 | 요절함.                    |
| 2남 | 화석지친왕 (和碩智親王) |        | 아이신기오로 민닝 (愛新覺羅 旻寧 /애신각라 민녕)     | 1782년 ~ 1850년 |        | 효숙예황후 희탑랍씨 | 9남 10녀        | 제8대 황제 도광제(道光帝). |
| 3남 | 화석돈친왕 (和碩惇親王) | 각(恪) | 아이신기오로 미얀카이 (愛新覺羅 綿愷 /애신각라 면개) | 1795년 ~ 1838년 | [ 28 ] | 효화예황후 뉴호록씨 | 1남 3녀 + 1양자 |                            |
| 4남 | 화석서친왕 (和碩瑞親王) | 회(懷) | 아이신기오로 미얀신 (愛新覺羅 綿忻 /애신각라 면흔)   | 1805년 ~ 1828년 |        | 효화예황후 뉴호록씨 | 2남 2녀         |                            |
| 5남 | 화석혜친왕 (和碩惠親王) | 단(端) | 아이신기오로 미얀유 (愛新覺羅 綿愉 /애신각라 면유)   | 1814년 ~ 1865년 | [ 29 ] | 공순황귀비 뉴호록씨 | 6남 5녀         |                            |

### 황녀
| -   | 봉호                        | 생몰년도        | 생모                | 부마                                                                                  | 비고    |
| --- | --------------------------- | --------------- | ------------------- | ------------------------------------------------------------------------------------- | ------- |
| 1녀 |                             | 1780년 ~ 1783년 | 간빈 관가씨         |                                                                                       | 요절함. |
| 2녀 |                             | 1780년 ~ 1783년 | 효숙예황후 희탑랍씨 |                                                                                       | 요절함. |
| 3녀 | 장경화석공주 (莊敬和碩公主) | 1781년 ~ 1811년 | 화유황귀비 유가씨   | 박다륵갈태친왕 (博多勒噶台親王) 박이제길특 색특납목다포제 (博爾濟吉特 索特納木多布濟) |         |
| 4녀 | 장정고륜공주 (莊靜固倫公主) | 1784년 ~ 1811년 | 효숙예황후 희탑랍씨 | 다라패륵 (多羅貝勒) 박이제길특 마니파달나 (博爾濟吉特 瑪尼巴達喇)                     |         |
| 5녀 | 혜안화석공주 (慧安和碩公主) | 1786년 ~ 1795년 | 손빈 심가씨         |                                                                                       | [ 30 ]  |
| 6녀 |                             | 1789년 ~ 1790년 | 화비 후가씨         |                                                                                       | 요절함. |
| 7녀 |                             | 1793년 ~ 1795년 | 효화예황후 희탑랍씨 |                                                                                       | 요절함. |
| 8녀 |                             | 1805년          | 공순황귀비 뉴호록씨 |                                                                                       | 요절함. |
| 9녀 | 혜민고륜공주 (慧愍固倫公主) | 1811년 ~ 1815년 | 공순황귀비 뉴호록씨 |                                                                                       | [ 30 ]  |

## 기년과 연호
| 연호       | 사용기간 | 사용기간 | 년수 | 비고 |
| ---------- | -------- | -------- | ---- | ---- |
| 가경(嘉慶) | 1796년   | 1820년   | 25년 |      |

## 참고 자료
- 《청사고》(淸史稿) - 〈인종예황제본기〉(仁宗睿皇帝本紀)
- 《청사고》(淸史稿) - 〈고종순황제본기〉(高宗純皇帝本紀)
- 김희영, 《이야기 중국사 3》, 청아출판사, 2006년, ISBN 89-368-0437-6 {{isbn}}의 변수 오류: 유효하지 않은 ISBN..
- Rowe, William T. China's Last Empire: The Great Qing, Harvard University Press, 2009년. ISBN 978-0-674-03612-3
- 이 문서에는 다음커뮤니케이션(현 카카오)에서 GFDL 또는 CC-SA 라이선스로 배포한 글로벌 세계대백과사전의 내용을 기초로 작성된 글이 포함되어 있습니다.